# Lachnum latebricola
Lachnum latebricola är en svampart som först beskrevs av Rehm, och fick sitt nu gällande namn av R. Galán & Raitv. 1997. Lachnum latebricola ingår i släktet Lachnum och familjen Hyaloscyphaceae.   Inga underarter finns listade i Catalogue of Life.